# Gipsies Football Club
Le Gipsies Football Club est un club anglais de rugby, de courte durée. Il est connu pour être l'un des vingt-et-un membres fondateurs de la fédération anglaise de rugby à XV, et pour avoir produit un certain nombre de joueurs internationaux lors des premières rencontres internationales de ce sport. 

## Histoire

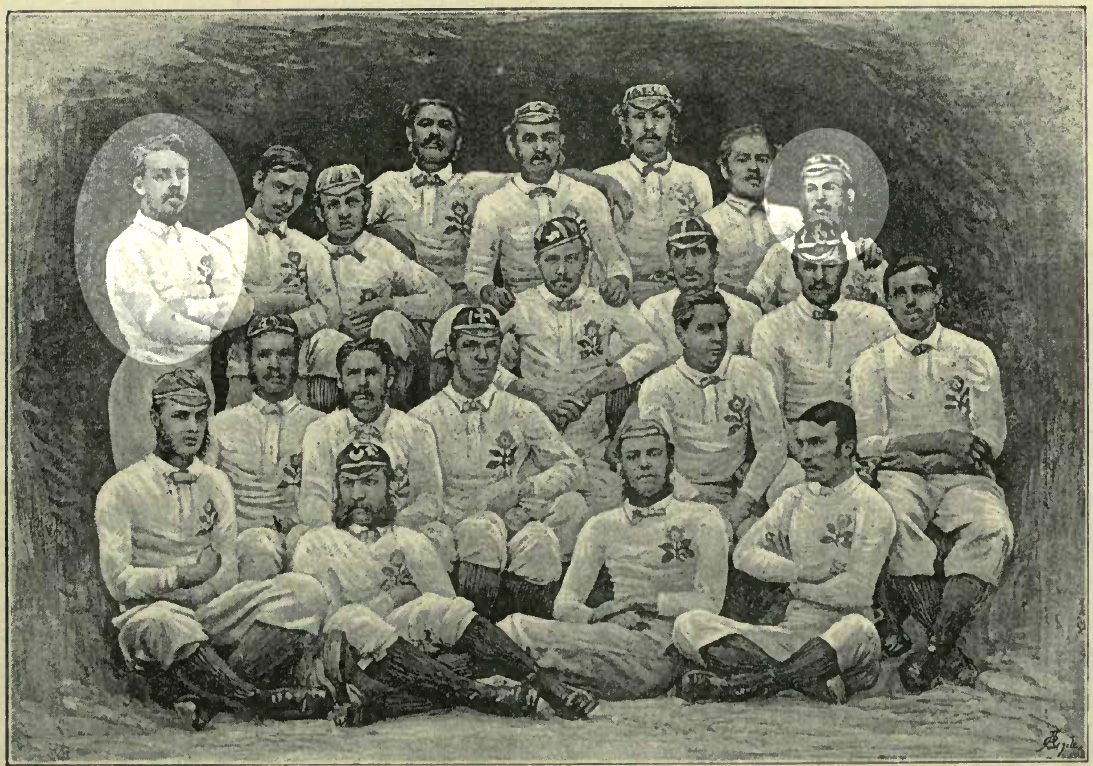
L'équipe d'Angleterre ayant participé au tout premier match international de rugby de l'histoire (1871), avec mis en évidence les deux joueurs du Gipsies Football Club : John Edmund Bentley à gauche et John Luscombe à droite.

Le Gipsies Football Club est fondé en octobre 1868, par trois anciens de la Tonbridge School : Francis Luscombe (en), James Alfred Body (en) et William James Parker. Ces trois hommes, passionnés de football, souhaitent créer un club de football à Londres, auquel les anciens élèves de Tonbridge pourraient s'affilier, un peu comme les Marlborough Nomads pour le Marlborough College. Ces trois hommes recrutent rapidement un certain nombre de personnes partageant les mêmes idées et, à l'été 1868, ils sont en mesure d'organiser une série de matchs pour la saison 1868-1869.
Après que les deux premiers matchs aient été joués, une réunion est organisée le 17 octobre 1868 et The Gipsies Football Club est formé avec Francis Luscombe élu comme secrétaire honoraire, le reste du comité étant composé de Henry Howard Batten, James Alfred Body, Jeaffreson Vennor Brewer (en), William James Parker et James Morgan Streeten.
Sur les six membres du comité, cinq sont des anciens de Tonbridge, J Brewer étant un élève d'Epsom College (en). Trois des membres du comité, Brewer, Luscombe et Body vont jouer plus tard pour l'Angleterre. Parmi les autres, Henry Howard Batten travaille à l'époque à la Charity Commission et est plus tard appelé au barreau (Lincoln's Inn) et devient juge de paix pour le Westmorland ; Parker, un sportif exceptionnel à Tonbridge, devient membre de la bourse de Londres et Streeten, qui joue dans l'équipe de football de Tonbridge pendant trois années consécutives, devient le directeur des opérations de San Francisco de la London and San Francisco Bank et meurt plus tard à Nome (Alaska).
L'équipe est invaincue lors de sa première saison (avec sept victoires et onze matchs nuls) et lors de la saison suivante, en 1869-1870, le club confirme sa bonne forme en jouant 18 matchs, dont treize nuls, trois victoires et seulement deux défaites. Les archives des matchs suivants ont en grande partie disparu, même si le club était réputé pour être parfois l'un des plus forts dans le jeu courant. Parmi ses nombreux adversaires figuraient le Blackheath FC, le Richmond FC, les universités d'Oxford et de Cambridge, Ravenscourt Park, Marlborough Nomads, Woolwich, Sandhurst, Cooper's Hill (en), St. Andrew's Rovers, Clapham Rovers et West Kent.
En décembre 1872, Bell's Life (en) écrit sur l'équipe : « Les Gipsies ont joué et battu le Guy's Hospital, le Civil Service, Oakfield (Croydon), Ravenscourt Park, et ont également disputé un match très dur et égal avec les Marlborough Nomads, et sont meilleurs que jamais cette année, et sont sûrs de gagner la plupart de leurs matchs ». Le même article fait référence à Blackheath, aux Gipsies et à Ravenscourt Park comme étant les trois meilleurs clubs.
Malgré sa notoriété dans les années 1870, le club est dissous en 1880.

## Fondation de la fédération anglaise de rugby à XV
Le 26 janvier 1871, 32 membres représentant 21 clubs de football de Londres et de la banlieue qui suivent les règles de la Rugby School se réunissent au Pall Mall Restaurant (en) de Regent Street. Les Wasps sont invités mais ne peuvent participer.
E.C. Holmes, capitaine du Richmond Club, en assume la présidence. Il est décidé à l'unanimité que la formation d'une société de football-rugby est souhaitable et c'est ainsi que la fédération anglaise de rugby à XV est créée. Un président, un secrétaire et un trésorier, ainsi qu'un comité de treize personnes sont élus, à qui est confiée la rédaction des règles du jeu sur la base du code utilisé à la Rugby School. Francis Luscombe représente les Gipsies et est l'un des treize membres du comité initial.

## Débuts à l'international
Le premier match international de rugby a été joué entre l'Écosse et l'Angleterre, en 1871, et les Gipsies ont joué un rôle à la fois dans sa création et en fournissant certains membres de l'équipe. Ce match a vu le jour après que certains des principaux clubs de football écossais aient refusé de reconnaître le match Angleterre-Écosse. Ils ont publié un défi dans le Bell's Life pour jouer une vingtaine de match sous les règles de la Rugby School, pendant l'hiver 1870-1871. Ce défi est reçu quelques semaines seulement avant la création de la fédération anglaise de rugby. Au premier rang de ceux qui veulent relever le défi se trouve Francis Luscombe, « l'énergique capitaine des Gipsies, qui était prêt à se battre ». Cependant, il estime que Blackheath, étant le plus ancien des clubs en termes de fondation, devait prendre l'initiative, et le fait savoir à Frederick Stokes, le capitaine de ce club. Peu de temps après, B. H. Burns, le secrétaire de Blackheath, écrit rapidement pour accepter le défi. Les principaux clubs de Londres, Liverpool et Manchester sont contactés et un comité est formé pour sélectionner les joueurs, choisir un uniforme et prendre les dispositions nécessaires. Les Gipsies fournissent deux des 20 hommes de l'équipe qui affronte l'Écosse lors du tout premier match international de rugby en 1871 : J. H. Luscombe (le frère aîné de Francis) et J. E. Bentley. Francis Luscombe  participe au deuxième match en 1872 avec J. E. Bentley et J. A. Body des Gipsies.

## Joueurs célèbres

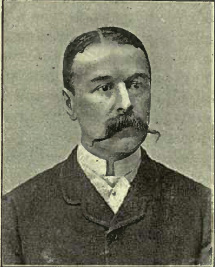
Francis Luscombe, membre fondateur du club.

Les premiers documents indiquent que le club s'enorgueillit de noms connus tels que « F. Luscombe, les deux Shearmans, Pickering, Clarke, Billy Barker, C. J. B. Marriott, W. B. et R. M. Pattison, et J. T. Ward », bien que nombre de ces joueurs ne trouvent plus d'écho auprès des adeptes du jeu moderne. Cependant, au moins six joueurs des Gipsies ont représenté l'Angleterre :
- John Luscombe, sélectionné en 1871. Il est plus tard anobli en 1902 après avoir été cinq fois président de la Lloyd's de Londres[note 2].
- John Edmund Bentley, sélectionné en 1871 et 1872.
- Francis Luscombe (en), sélectionné en 1872-1873 et 1875-1876. Il est capitaine de l'équipe d'Angleterre en 1875 et 1876.
- James Alfred Body (en), sélectionné en 1872 et 1873.
- Cyril Rickards (en), sélectionné en 1873.
- Jeaffreson Vennor Brewer (en), sélectionné en 1875.

Deux anciens joueurs du club ont représenté l'Angleterre après la dissolution du Gipsies Football Club :
- R M Pattison - sélectionné en 1883.
- Charles Marriott (en), sélectionné en 1884.

John Henry Luscombe est le frère aîné de Francis. Il a joué pour l'Angleterre lors du premier international de rugby, le premier international de son frère ayant eu lieu en 1872. Bien que les deux frères aient joué pour l'Angleterre, ils n'ont pas joué dans la même équipe au même moment. En 1875, Francis Luscombe devient le quatrième homme à être capitaine de l'Angleterre. En mars 1876, il est à nouveau capitaine de l'équipe d'Angleterre lors de ce qui est le dernier match disputé avec vingt joueurs, après quoi les équipes sont réduites à quinze joueurs. Luscombe est le dernier joueur des Gipsies à représenter l'Angleterre avant la dissolution du club. Ainsi, aucun joueur du Gipsies Football Club n'a jamais joué pour l'Angleterre à l'époque du jeu à quinze, ce qui est l'un des nombreux signes du lent glissement du jeu de la domination absolue de ses racines d'école publique vers l'expansion du réseau de clubs.